# الدوري الإنجليزي لكرة القدم 1963–64
الدوري الإنجليزي لكرة القدم 1963–64 (بالإنجليزية: 1963–64 Football League)‏ هو موسم من دوري كرة القدم الإنجليزي. فاز فيه نادي ليفربول.